# 1859

## Събития
- 1 март – Експедицията на английския полярен изследовател Френсис Макклинток достига северния магнитен полюс.
- 24 ноември – Британският естествоизпитател Чарлз Дарвин публикува Произход на видовете – научен труд, според който организмите постепенно еволюират с помощта на естествения отбор.
- Създаден е първият акумулатор.
- Създадена е първата българска гимназия в Болград, Румъния (днес в Украйна).

## Родени
- Димитър Яблански, български политик
- Димитър Папрадишки, български иконописец
- Мирче Ацев, български революционер
- Мито Орозов, български предприемач
- Никола Димков, български общественик
- Стефан Ильев, български военен деец
- Стефан Михайляну, румънски публицист
- 11 януари – Джордж Кързън, английски политик
- 27 януари – Павел Милюков, руски политик
- 19 февруари – Сванте Август Арениус, шведски химик
- 20 февруари – Георги Марчин, български военен деец
- 25 февруари – Васил Кутинчев, български военен деец
- 1 март – Георги Янков, български военен деец
- 3 март – Бончо Боев, български икономист
- 16 март – Александър Попов, руски учен
- 25 март – Анастас Бендерев, български военен деец
- 27 март – Теодор Теодоров, български политик
- 29 март – Янко Драганов, Български офицер
- 3 април – Александру Авереску, румънски политик
- 8 април – Едмунд Хусерл, немски философ
- 10 април – Павел Христов, български военен деец
- 13 април – Веранъс Алва Мур, американски бактериолог и патолог
- 23 април – Никола Желявски, български военен деец
- 1 май – Никола Рибаров, български военен деец
- 2 май – Джеръм К. Джеръм, английски писател
- 15 май – Карел Шкорпил, чешко-български археолог
- 22 май – Артър Конан Дойл, британски писател
- 6 юли – Вернер фон Хейденстам, шведски писател и поет
- 7 юли – Бончо Балабанов, български военен деец
- 22 юли – Георги Абаджиев, български офицер
- 4 август – Кнут Хамсун, норвежки писател
- 15 август – Христо Паков, български военен деец
- 29 август – Аврам Аврамов, български военен деец
- 7 септември – Петър Марков, български военен деец
- 9 септември – Стефан Николов, български офицер и революционер
- 14 септември – Добри Петков, български политик
- 16 септември – Панайот Бърнев, български военен деец
- 17 септември – Панайот Пеев, български военен деец
- 20 септември – Никола Начов, български академик
- 24 септември – Радко Димитриев, български генерал
- 26 септември – Луи Мажорел, френски декоратор и мебелист
- 11 октомври – Божидар Прокич, сръбски историк
- 14 октомври – Димитър Вълнаров, български военен деец
- 14 октомври – Христо Петрунов, български военен деец
- 18 октомври – Анри Бергсон, френски философ
- 20 октомври – Георги Рафаилович, духовник и книжовник
- 27 октомври – Александър Теодоров-Балан, Български учен, първи ректор на СУ
- 7 ноември – Димитър Тончев, български политик (26 октомври стар стил)
- 2 декември – Жорж Сьора, френски художник
- 9 декември – Тодор Йончев, български учител
- 12 декември – Васил Делов, български военен деец
- 15 декември – Людвик Заменхоф, Полски лекар, създател на Есперанто
- 18 декември – Стефан Тошев, български военен деец

## Починали
- Макрий Негриев, дърворезбар и зограф от Дебърската художествена школа
- Тодор Мирчов, копривщенски благодетел
- 23 февруари – Зигмунт Крашински, полски поет и драматург
- 16 април – Алексис дьо Токвил, политолог
- 5 май – Петер Густав Льожон Дирихле, немски математик
- 6 май – Александър фон Хумболт, немски естественик
- 23 юни – Мария Павловна, Велика херцогиня на Сакс-Ваймар-Айзенах
- 23 юли – Марселин Деборд-Валмор, френска поетеса
- 1 август – Стефан Богориди, османски държавник
- 15 септември – Айзъмбард Кингдъм Брънел, британски инженер
- 15 септември – Изъмбард Кингдъм Брунел, британски инженер
- 28 ноември – Уошингтън Ървинг, американски писател
- 2 декември – Джон Браун, американски аболиционист
- 16 декември – Вилхелм Грим, немски питател

Вижте също:
- календара за тази година